# Ульянова Інна Іванівна
Інна Іванівна Ульянова (30 червня 1934, Горлівка Донецька область, УРСР, СРСР — 9 червня 2005, Москва, Росія) — радянська і російська акторка. Заслужена артистка РРФСР (1989).
Закінчила Театральне училище ім. Б. Щукіна (1956). Працювала у театрах Ленінграда й Москви. Була акторкою театру «Співдружність акторів Таганки». Яскрава комедійна і характерна акторка.

## Фільмографія
- «Переступи поріг» (1970)
- «Квіти запізнілі» (1970, Калерія Іванівна)
- «Дивак з п'ятого „Б“ (1972)»
- «Сімнадцять миттєвостей весни» (1973, жінка в ресторані «Гірські лижники» (Берн)
- «Раба любові» (1976, акторка з букетом троянд)
- «Оксамитовий сезон» (1978, дружина Жоржа)
- «Коли я стану велетнем» (1978)
- «Іванцов, Петров, Сидоров» (1978, Роза, сусідка Петрових)
- «До кого залетів співочий кенар» (1980)
- «Небезпечний вік» (1981)
- «Покровські ворота» (1982, Маргарита Павлівна Хоботова)
- «Перикола» (1984)
- «Продовжись, продовжись, чарівністе…» (1984, Фаїна, подруга Шаригіна)
- «Не ходіть, дівчата, заміж» (1985)
- «Де міститься нофелет?» (1987)
- «Биндюжник і Король» (1989)
- «У місті Сочі темні ночі» (1990, Дама в ресторані)
- «Наш американський Боря» (1992)
- «Стомлені сонцем» (1994)
- «Леді на день» (2002)
- «Тартарен із Тараскона» (2003) та інших.

В українських кінокартинах:
- «Сезон див»
- «Мсьє Робіна» (1994)